# Chevincourt
Chevincourt – miejscowość i gmina we Francji, w regionie Hauts-de-France, w departamencie Oise.
Według danych na rok 1990 gminę zamieszkiwało 738 osób, a gęstość zaludnienia wynosiła 90 osób/km² (wśród 2293 gmin Pikardii Chevincourt plasuje się na 388. miejscu pod względem liczby ludności, natomiast pod względem powierzchni na miejscu 590.).